# Edificio Volta
El Edificio Volta es un importante edificio de oficinas construido como sede de la Compañía Hispano Americana de Electricidad (CHADE), proveedora del suministro eléctrico de la ciudad de Buenos Aires, Argentina. Se encuentra en la Avenida Roque Sáenz Peña (Diagonal Norte), en el cruce con las calles Esmeralda y Tte. Gral. Juan D. Perón.

## Proyecto
Fue proyectado por el arquitecto Alejandro Bustillo por encargo de la Compañía Ibero Americana de Inmuebles y Créditos (CIADIC) El edificio sufrió después de 1930, algunas modificaciones de fachada, especialmente en su ochava, y el balcón corrido a 9 metros de altura cumpliendo las reglamentaciones vigentes. En 1933 se presentaron nuevos planos que también incorporan el tambor metálico sobre ochava, que aloja la instalación de calefacción central. La obra fue concluida  en el año 1935. La estructura del edificio es de perfilería de hierro, aunque el tambor sobre ochava, ostenta estructura de hormigón armado recubierto por chapa lisa.
Bustillo fue uno de los arquitectos más importantes de la Argentina, tomando elementos de la arquitectura clásica y utilizándolos aplicados a edificios de criterio racionalista y funcionalista. El Edificio Volta resulta una singular obra de su autor, ya que es uno de sus pocos acercamientos al art déco, de moda en la década de 1930.

## Características
Del Volta se destacan su sólida fachada revestida en granito negro, gris y rosado (en el basamento) y travertino (en el resto), con sobrias ornamentaciones; la torre que corona la ochava y su planta con dos patios internos, que recuerda a una letra "A". El frente de la ochava puede ser admirado gracias a una plazoleta triangular, en donde se alza el monumento al legislador Lisandro de la Torre. Mediante el acceso principal se accede a un gran salón de doble altura pensado como sala de exposición de productos de la CHADE. El nombre del edificio es en honor a Alessandro Volta, creador de la pila eléctrica.
El edificio contó en su momento con 5 ascensores de pasajeros, un montacargas y otro ascensor de pasajeros de uso privado ubicado en el local del mismo edificio, todos de la firma Otis. Actualmente mantiene la misma cantidad de ascensores, los mismos se encuentran modernizados. 
Además, fue instalado en él un sistema de iluminación con colores que permitía variar la intensidad de focos con distintos tonos para crear una amplia gama cromática. La casa Heinlein proveyó tanto los sanitarios y la instalación de artefactos lumínicos en los interiores, como la calefacción y azulejos decorativos. La compañía Nordiska estuvo a cargo de los revestimientos en madera y los muebles y marquesinas.
Tuvo destacada participación en este proyecto el arquitecto italiano Mario Borchich.